# Ewout Oostwouder
Ewout Oostwouder (* 4. November 1993 in Zijpe) ist ein niederländischer Tischtennisspieler.

## Werdegang
Seit der Saison 2019/20 spielt Oostwouder für den deutschen Bundesligisten TTC indeland Jülich.
Weltranglistenpunkte sammelte der 25-Jährige vor allem im September 2019, als er bei der Europameisterschaft in Alicante die Gruppenphase überstand und in der Runde der letzten 64 an Ovidiu Ionescu scheiterte. Bei der Weltmeisterschaft in Budapest im Frühjahr schaffte Oostwouder den Sprung ins Hauptfeld, bei den European Games erreichte er Runde zwei.
Schon einmal spielte der Niederländer in Nordrhein-Westfalen: In den Saisons 2014/15 und 2015/16 kämpfte er mit Jülich um die Spitze der zweiten Liga, am Ende gab es die Plätze drei und zwei. Anschließend verbrachte Oostwouder drei Jahre in Dänemark, zunächst eine Saison bei Roskilde BTK, wo er 2016/17 in der Champions League spielte. Dabei traf Oostwouder unter anderen auf Simon Gauzy und João Geraldo (beide TTF Liebherr Ochsenhausen) sowie Dimitrij Ovtcharov und Alexey Smirnov (beide Fakel Orenburg). Anschließend wechselte er zu Næstved BTK, mit den Süd-Seeländern wurde er in der vergangenen Saison dänischer Vizemeister.

## Titel und Erfolge im Überblick

### Einzel
- 3-facher niederländischer Meister
- letzte 128 Weltmeisterschaft 2015
- letzte 128 Weltmeisterschaft 2017
- letzte 46 Weltmeisterschaft 2019

### Doppel
- Niederländischer Meister 2017 mit Laurens Tromer

### Mixed
- letzte 64 Weltmeisterschaft 2015 mit Li Jiao
- letzte 32 Weltmeisterschaft 2017 mit Li Jie

### Team
- Nationaler Meister 2017